# دانشگاه مک‌کواری

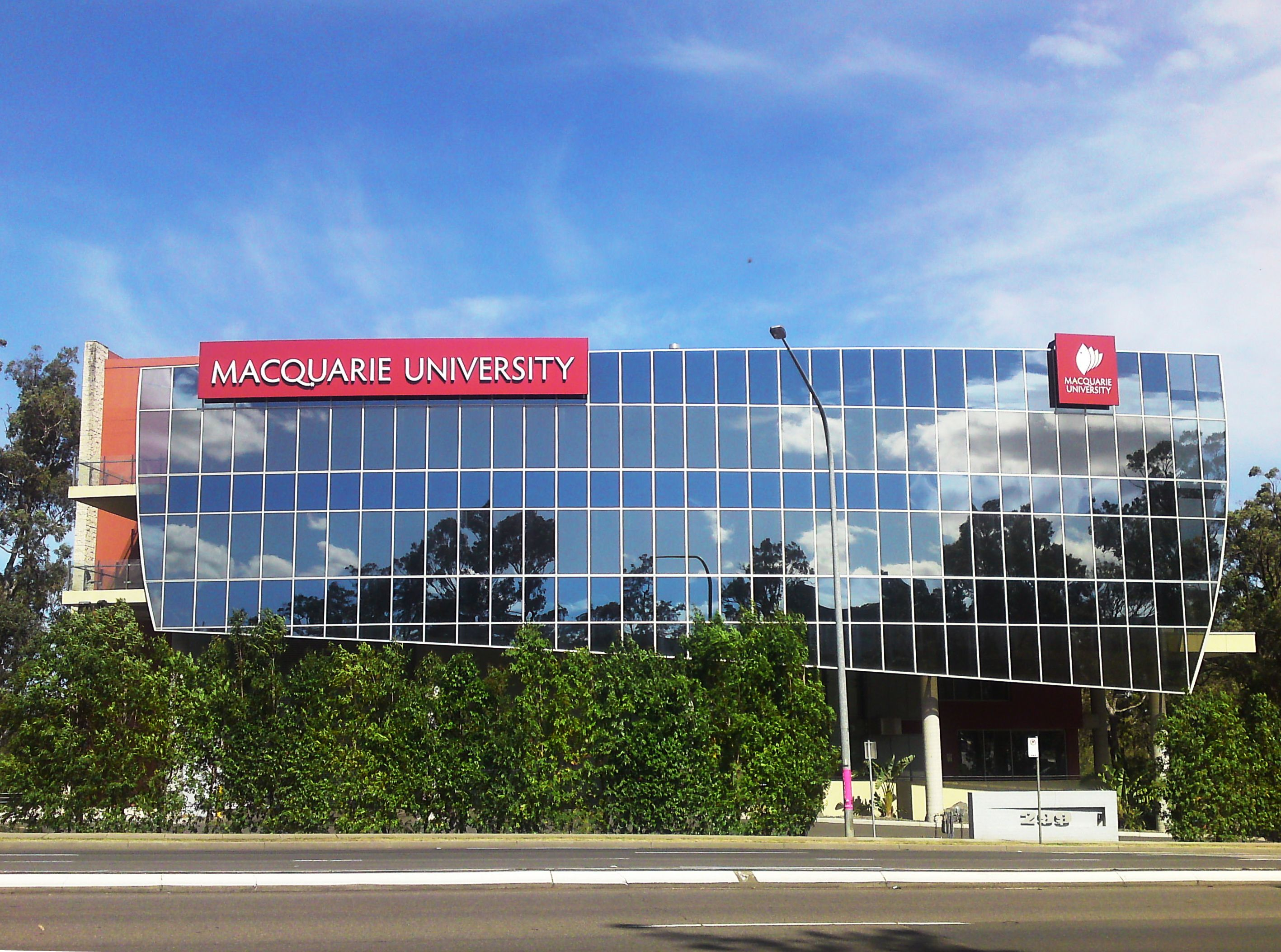
دانشگاه مَک‌کواری

دانشگاه مک‌کواری (به انگلیسی: Macquarie University) یک دانشگاه تحقیقاتی دولتی در سیدنی واقع در ایالت نیوساوت ولز استرالیا است و در سال ۱۹۶۴ میلادی بنیان‌نهاده شده‌است. نام‌گذاری این دانشگاه به‌دلیل قرارگیری در حومه پارک مک‌کواری است.
دانشگاه مَک‌کواری دارای ۵ دانشکده و همچنین بیمارستان و دانشکده مدیریت مَک‌کواری است که در محوطه اصلی دانشگاه در حومه سیدنی واقع شده‌است. این دانشگاه برای نخستین بار در استرالیا به‌طور کامل سیستم مدرک خود را با فرایند بولونیا تطبیق داده‌است.

## رتبه‌بندی (رنکینگ)
طبق رتبه‌بندی QS در سال ۲۰۱۹، دانشگاه مَک‌کواری، در میان ۲۵۰ دانشگاه برتر جهان قرار دارد و ۱۴اُمین دانشگاه برتر استرالیا است. طبق رتبه‌بندی رتبه‌بندی دانشگاه‌های جهان در سال ۲۰۱۸، دانشگاه مَک‌کواری، در میان ۳۰۰ دانشگاه برتر جهان قرار دارد و رتبه۱۲اُمین دانشگاه برتر استرالیا را دارد. همچنین در رتبه‌بندی دانشگاه‌های جهان که توسط مؤسسه تایمز در سال صورت گرفته‌است این دانشگاه در رتبه ۲۵۰–۲۰۱ دانشگاه‌های جهان قرار گرفته‌است.

## دانشکده‌ها
این دانشگاه در حال حاضر دارای پنج دانشکده است:
- دانشکده هنر
- دانشکده کسب و کار و اقتصاد
- دانشکده علوم انسانی
- دانشکده پزشکی و علوم بهداشت
- دانشکده علوم و مهندسی

## نگارخانه

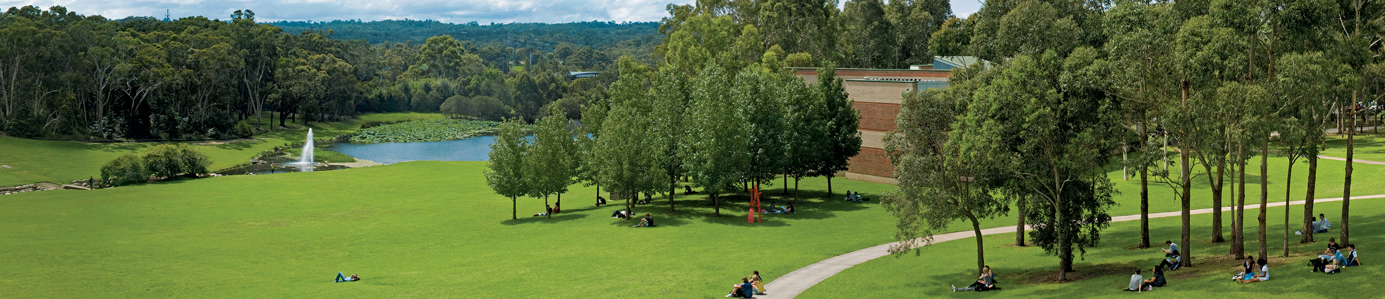
دریاچه دانشگاه، مکانی محبوب برای دانشجویان
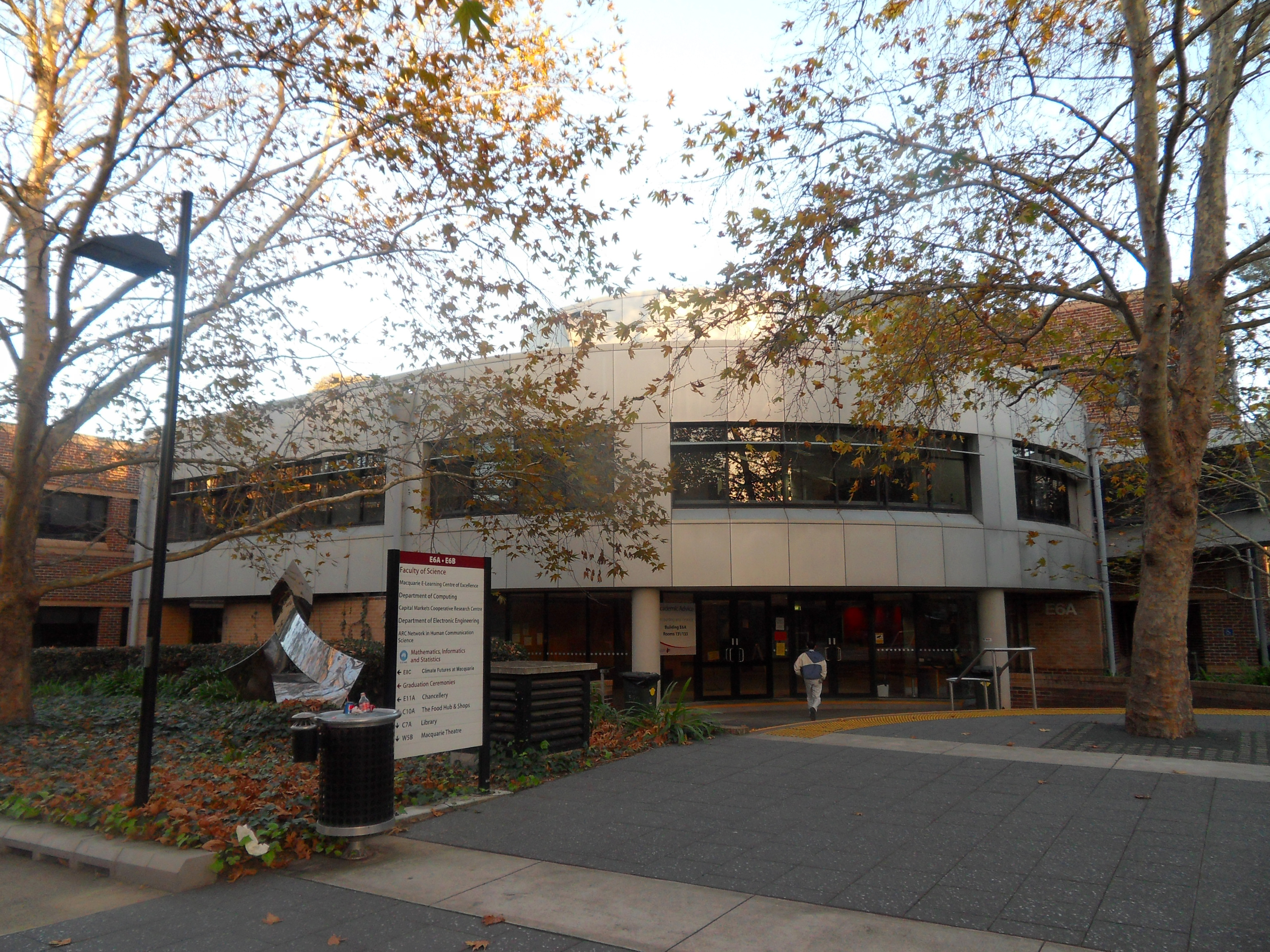
ساختمان E6B
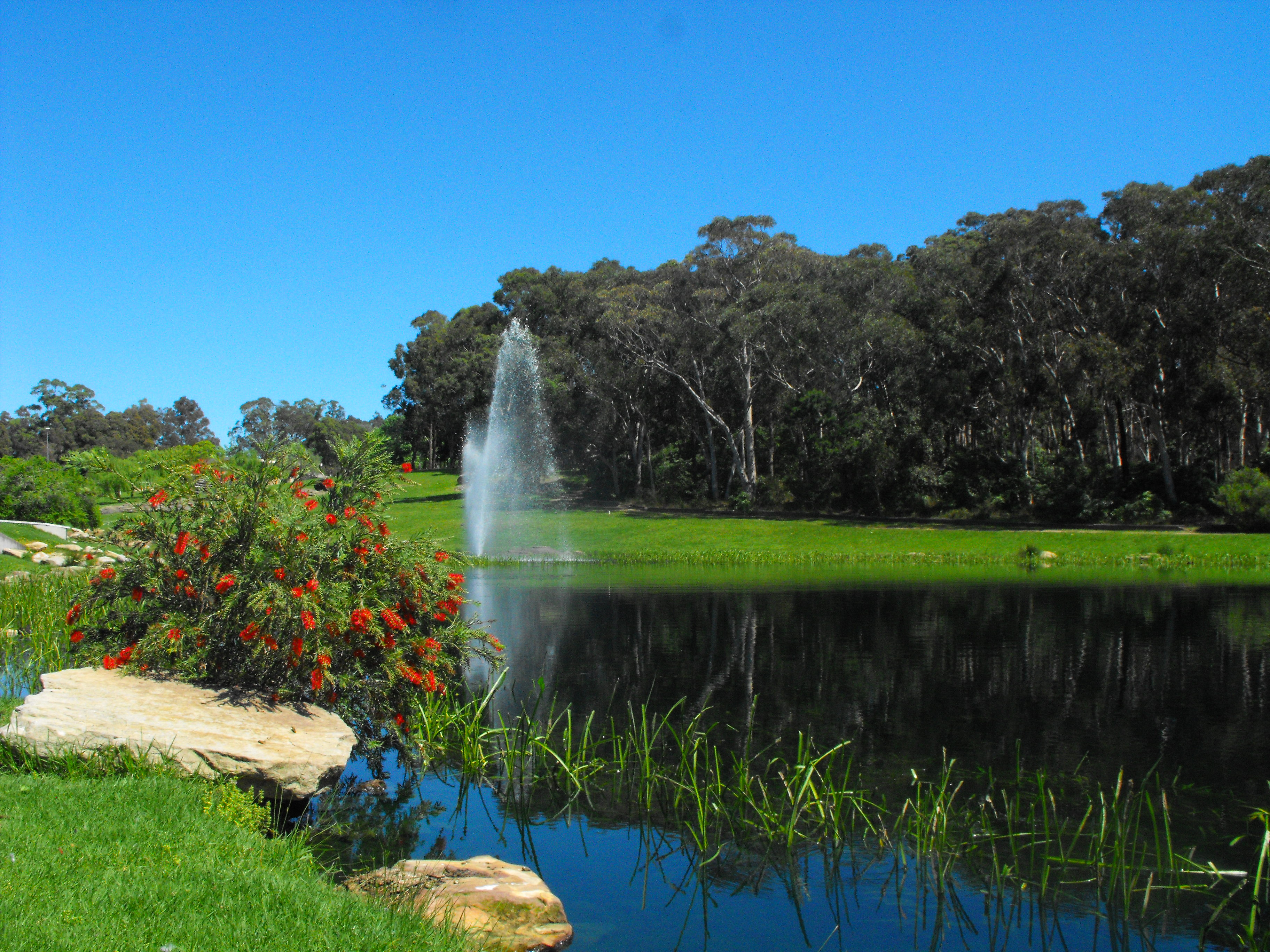
پارک‌لند در دانشگاه
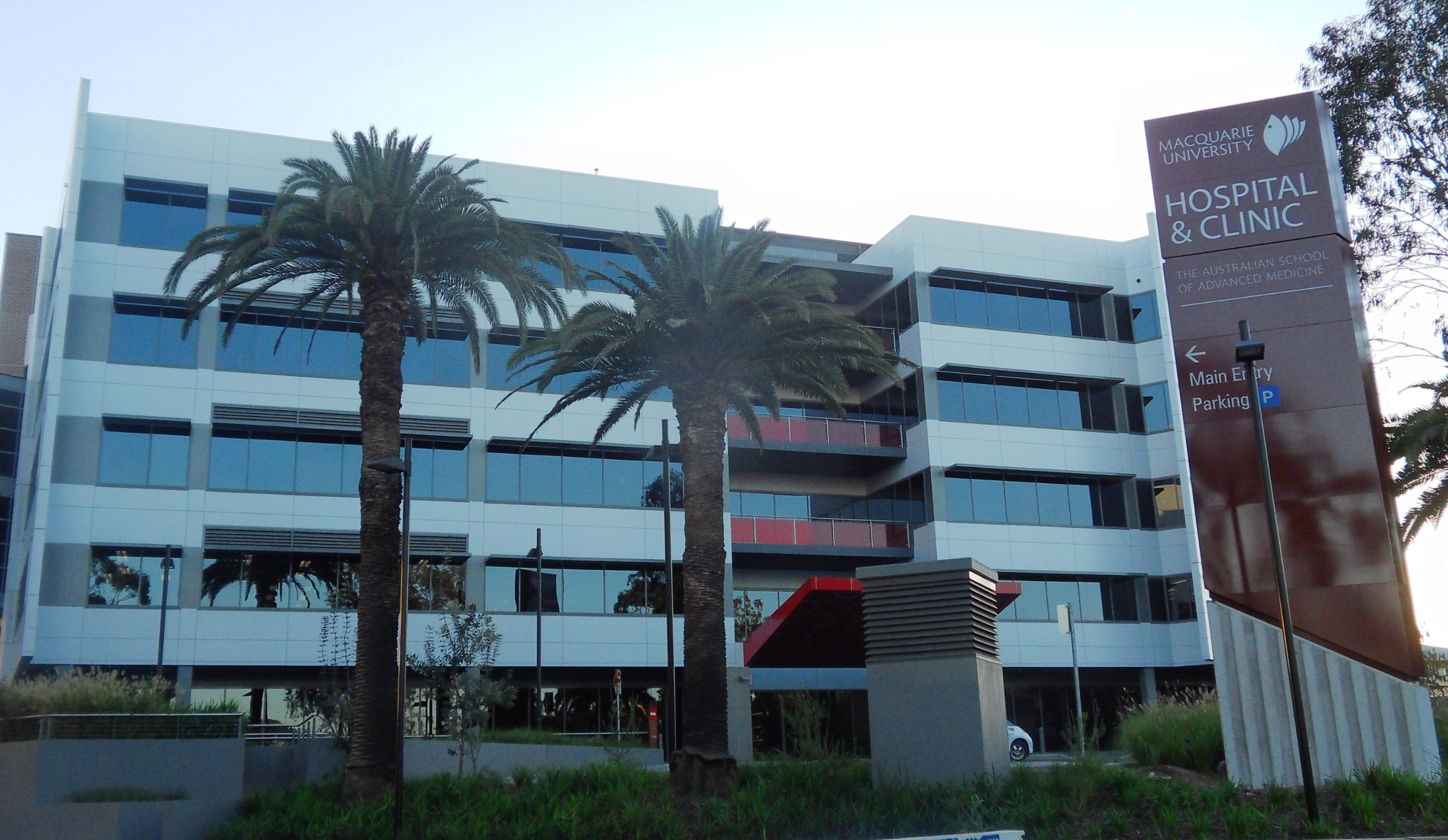
دانشکده پیشرفته پزشکی
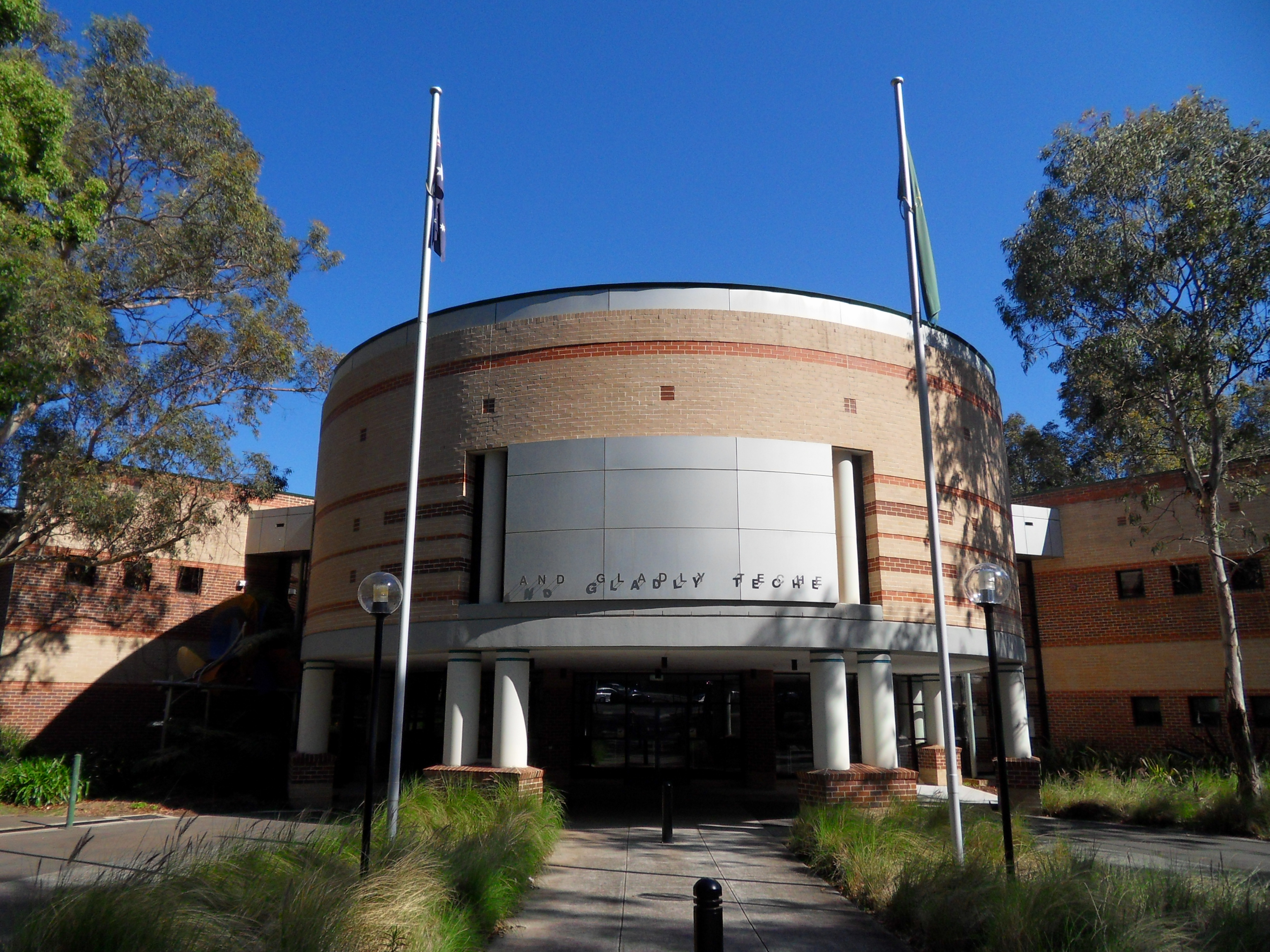
گالری هنر در دانشگاه